# Димитар Ризов
Димитар Ризов (буг. Димитър Ризов; Битољ, 1862 — Берлин, 23. април 1918) био је бугарски политичар и дипломата.

## Биографија
Залагао се за споразум између балканских држава у циљу ослобођења од владавине османског султана. 
Био је дипломатски представник Бугарске у Србији (1903—1905) и Црној Гори (1905—1907).
Његово дипломатско деловање је довело до потписивања српско-бугарског споразума 1904. и Споразума о пријатељству и савезу између Краљевине Бугарске и Краљевине Србије од 29. фебруара 1912. године.